# Discografia di Ronnie James Dio

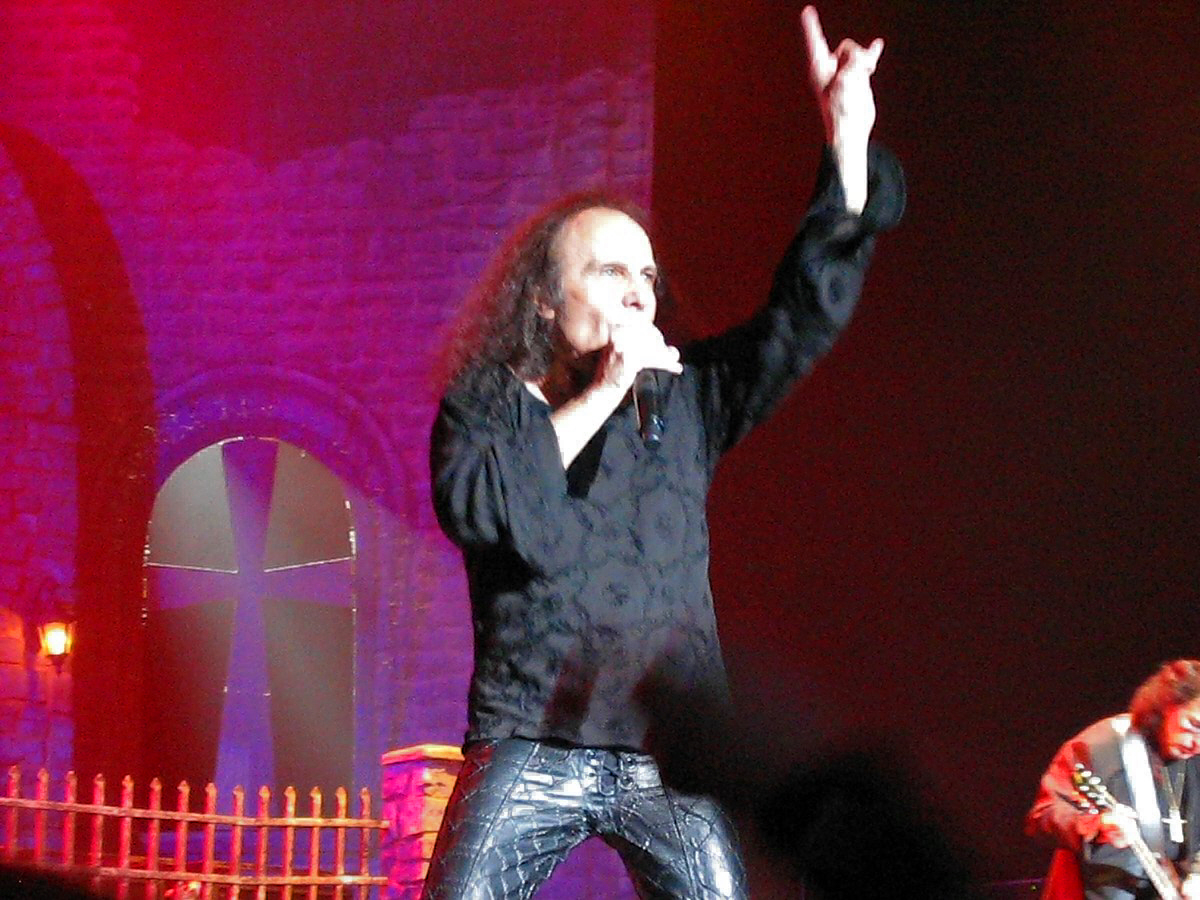
Ronnie James Dio nel 2007

Questa pagina contiene l'intera discografia di Ronnie James Dio dagli esordi fino alla sua morte avvenuta nel 2010.

## Come Ronnie Dio

### Album in studio
- 1964 - Che tristezza senza te (Mr.Misery)/Our Year

## Con gli Elf

### Album in studio
- 1972 - Elf
- 1974 - Carolina County Ball
- 1975 - Trying to Burn the Sun

### Raccolte
- 1978 - The Gargantuan
- 1991 - The Elf Albums

## Con i Rainbow

### Album in studio
- 1975 – Ritchie Blackmore's Rainbow
- 1976 – Rising
- 1978 – Long Live Rock 'N' Roll

### Album dal vivo
- 1977 – On Stage
- 1986 – Finyl Vinyl
- 1990 – Live in Germany '76
- 2006 – Live in Munich '77

## Con i Black Sabbath

### Album in studio
- 1980 – Heaven and Hell
- 1981 – Mob Rules
- 1992 – Dehumanizer

### Album dal vivo
- 1983 – Live Evil
- 1983 - Live at the Hammersmith Odeon

### Raccolte
- 2007 – The Dio Years

## Con i Dio

### Album in studio
- 1983 – Holy Diver
- 1984 – The Last in Line
- 1985 – Sacred Heart
- 1987 – Dream Evil
- 1990 – Lock up the Wolves
- 1994 – Strange Highways
- 1996 – Angry Machines
- 2000 – Magica
- 2002 – Killing the Dragon
- 2004 – Master of the Moon

### Album dal vivo
- 1986 – Intermission
- 1998 – Inferno: Last in Live
- 2005 – Evil or Divine
- 2006 – Holy Diver Live
- 2010 – Dio at Donington UK: Live 1983 & 1987

### Raccolte
- 1991 – Diamonds - The Best of Dio
- 1997 – Anthology
- 1998 – Master Series
- 2000 – The Very Beast of Dio
- 2001 – Anthology Vol Two
- 2003 – Anthology: Stand up and shout
- 2003 – Collection
- 2010 – Tournado

## Con gli Heaven & Hell

### Album in studio
- 2009 – The Devil You Know

### Album dal vivo
- 2007 – Live from Radio City Music Hall
- 2010 – Neon Nights: 30 Years Of Heaven & Hell Live At Wacken

## Altri album
- 1980 - Kerry Livgren – Seeds of Change
- 1983 - Heaven – Where Angels Fear to Tread
- 1985 - Artisti vari – Hear 'n Aid
- 1996 - Dog Eat Dog - Play Games
- 1997 - Pat Boone – In A Metal Mood - No More Mr. Nice Guy
- 2005 - Eddie Ojeda – Axes 2 Axes
- 2006 - Queensrÿche – Operation: Mindcrime II
- 2006 - Tenacious D – The Pick of Destiny o.s.t.
- 2011 - Ronnie James Dio – Mightier than the Sword: The Ronnie James Dio Story

## Tribute album
- 1999 – Humanary Stew: A Tribute to Alice Cooper
- 1999 – Not the Same Old Song and Dance: Tribute to Aerosmith
- 2006 – Welcome to the Nightmare: An All Star Salute to Alice Cooper